# هنري هيلم كلايتون
هنري هيلم كلايتون (بالإنجليزية: Henry Helm Clayton)‏ هو عالم أرصاد أمريكي، ولد في 12 مارس 1861 في مورفريسبورو في الولايات المتحدة، وتوفي في 26 أكتوبر 1946 في ماساتشوستس في الولايات المتحدة.